# يوزف غارا
يوزف غارا (بالبولندية: Józef Gara)‏ هو كاتب ومؤلف وشاعر بولندي، ولد في 29 يناير 1929 في Bielsk County ‏ في بولندا، وتوفي في 10 يوليو 2013 في Wilamowice ‏ في بولندا.